# ميخائيل شاروبيم
ميخائيل شاروبيم (1861 - 1918)، مؤرخ مصري، ولد وتوفي بالقاهرة، تعلم بها، تولى وظائف القضاء والإدارة والمساحة. اعتزل 1903، له مؤلفات منها: «الكافي في تاريخ مصر القديم والحديث» (5 أجزاء) طبع، و «التليد في مذهب أهل التوحيد»، أهديت مكتبته إلى المتحف القبطي.